# 王霄 (演員)
王霄（英語：Kelvin Wang Xiao，1962年4月5日—2004年11月13日），籍貫上海，中國內地演員及導演，1986年透過王正方執導的美國喜劇獨立電影《北京故事》而涉足娛樂圈，1989年在加利福尼亞大學洛杉磯分校畢業後往香港發展；1995年選擇息影和進修，2000年開始投身內地導演行業，至2004年11月13日因末期肝癌而於北京市病逝。

## 簡歷
王霄是家中獨子，在上海長大，父親是第一代中國飛行員王凡，母親則是李翰祥的同學兼「上海人藝話劇」演員嚴麗秋。他自小受父母薰陶而對舞台充滿興趣，曾就讀上海市復旦中學（76屆高中），十八歲時曾往福建省參軍和擔任軍區歌舞團獨唱演員。1986年，他開始涉足娛樂圈，加入自由總會和獲美國華裔獨立導演王正方邀請，參演首部在中國拍攝的美國喜劇電影《北京故事》裡「劉一達」一角而漸為人所認識；該電影亦曾獲奧斯卡金像獎、第6屆香港電影金像獎、十大最佳外語片獎、美國獨立製片人獎、亞裔人士製作最佳電影獎等多項提名。
1989年，王霄修畢加利福尼亞大學洛杉磯分校戲劇、電影和電視學院導演系課程後便到香港發展，自學粵語和跟嘉禾電影簽約。代表作品如《我在黑社會的日子》小華（蝦毛）、《至尊無上II之永霸天下》詹永飛、《警察故事III超級警察》Pierre、《戰神傳說》燕十四皇太子及《鼠膽龍威》醫生等。當中在《鼠膽龍威》內飾演狠毒且不擇手段的「醫生」備受觀眾注目，而那句「人一定要靠自己」也變成了多人傳誦的電影台詞。1995年，他選擇離開香港重返母校洛杉磯加州大學進修，故曾息影一段時間，至2000年再回到中國投身導演行業，並獨立執導一部電影《六弦琴殺手》獲得了美國聖丹斯獨立電影節大獎，而後推出首套創作的劇集《情證》更獲得好評。
2004年，忙於工作的王霄被診斷患上第四期肝癌，隨後仍繼續籌備拍攝《紅色代碼》、《暗線》和《承諾》三部作品，直至同年11月13日就在北京市病逝，享年42歲。

## 演出作品

### 電影
| 首映     | 電影名               | 角色         |
| 美國     |                      |              |
| 1986年   | 北京故事             | 劉一達       |
| 香港     |                      |              |
| 1988年   | 血玫瑰               | 蕭小豪       |
| 1989年   | 飈城                 | 大圈華       |
| 1989年   | 我要富貴             | 老劉         |
| 1989年   | 我在黑社會的日子     | 小華（蝦毛） |
| 1989年   | 自由與人格           |              |
| 1991年   | 小说家族之爱莲说     |              |
| 1991年   | 敦煌夜譚             | 桑子明       |
| 1991年   | 至尊無上II之永霸天下 | 詹永飛       |
| 1992年   | 警察故事III超級警察  | Pierre       |
| 1992年   | 戰神傳說             | 燕十四皇太子 |
| 1993年   | 歲月風雲之上海皇帝   | 吳強         |
| 1993年   | 上海皇帝之雄霸天下   | 吳強         |
| 1993年   | 一代梟雄之三支旗     | 雷洛         |
| 1994年   | 逃出黑社會的日子     | 阿龍（龍哥） |
| 1994年   | 摩登龍爭虎鬥         | Jacky        |
| 1995年   | 摩登笑探             | 山本先生     |
| 1995年   | 鼠膽龍威             | 醫生         |
| 1995年   | 人約砵蘭街           | 張聞         |
| 1995年   | 刑警英豪             | 反派         |
| 中國內地 |                      |              |
| 2001年   | 策馬入林             |              |
| 2002年   | 待避                 |              |

### 電視劇
| 首播   | 劇名           | 角色   |
| 1986年 | 一代枭雄       |        |
| 1987年 | 小說家族之翠袖 |        |
| 1990年 | 一代名伎李师师 | 吕将   |
| 2000年 | 情証           | 燕南   |
| 2000年 | 情証           | 燕青   |
| 2004年 | 絕勝天良       | 崔天寶 |

### 編導
| 年份   | 作品名     | 備註                     |
| 1999年 | 六弦琴殺手 | 獨立電影                 |
| 2000年 | 情証       | 自編、自導、自演         |
| 2004年 | 紅色代碼   | 籌劃期間因肝癌逝世而擱置 |
| 2004年 | 暗線       | 籌劃期間因肝癌逝世而擱置 |
| 2004年 | 承諾       | 籌劃期間因肝癌逝世而擱置 |

## 外部連結
- 王霄在香港影庫上的簡介
- 王霄（演員、導演） - 百度百科 （页面存档备份，存于）